# 蒲生西町
蒲生西町（がもうにしまち）は、埼玉県越谷市の町名。現行行政地名は蒲生西町一丁目から二丁目。住居表示実施済み（二丁目の一部未実施区域あり）。郵便番号は343-0835。

## 地理
埼玉県の東部地域で、越谷市の南部、東武伊勢崎線蒲生駅の南側に位置する。地区の西端を出羽堀が南北に流れる。主に住宅地として利用されている。

## 歴史
- 1967年（昭和42年）11月1日 - 大字蒲生の一部から蒲生西町一丁目および二丁目が成立[5][6]。

## 世帯数と人口
2018年（平成30年）3月1日現在の世帯数と人口は以下の通りである。
| 丁目           | 世帯数    | 人口    |
| -------------- | --------- | ------- |
| 蒲生西町一丁目 | 745世帯   | 1,378人 |
| 蒲生西町二丁目 | 932世帯   | 1,633人 |
| 計             | 1,677世帯 | 3,011人 |

## 小・中学校の学区
市立小・中学校に通う場合、学区（校区）は以下の通りとなる。
| 丁目           | 番地 | 小学校                 | 中学校               |
| -------------- | ---- | ---------------------- | -------------------- |
| 蒲生西町一丁目 | 全域 | 越谷市立蒲生第二小学校 | 越谷市立南中学校     |
| 蒲生西町二丁目 | 全域 | 越谷市立大間野小学校   | 越谷市立武蔵野中学校 |

## 交通

### 道路
- 東京都道・埼玉県道49号足立越谷線
- 埼玉県道324号蒲生岩槻線
- 槍先通り

## 施設
- 西町二丁目自治会館
- 蒲生西町一丁目公会堂
- 県営越谷蒲生西団地
- 久伊豆神社 - 一丁目6-35に鎮座
- 越谷キリストチャペル
- 南越谷第三公園
- 西一広場
- 西町公園（高架下一号公園）